# Arrondissement Chambéry
Chambéry (Savoyaards: Chambèri) is een arrondissement van het Franse departement Savoie in de regio Auvergne-Rhône-Alpes. De onderprefectuur is Chambéry.

## Kantons
Het arrondissement was tot 2014 samengesteld uit de volgende kantons:
- Kanton Aix-les-Bains-Centre
- Kanton Aix-les-Bains-Nord-Grésy
- Kanton Aix-les-Bains-Sud
- Kanton Albens
- Kanton Chambéry-Est
- Kanton Chambéry-Nord
- Kanton Chambéry-Sud
- Kanton Chambéry-Sud-Ouest
- Kanton Chamoux-sur-Gelon
- Kanton Le Châtelard
- Kanton Cognin
- Kanton Les Échelles
- Kanton Montmélian
- Kanton La Motte-Servolex
- Kanton Le Pont-de-Beauvoisin
- Kanton La Ravoire
- Kanton La Rochette
- Kanton Ruffieux
- Kanton Saint-Alban-Leysse
- Kanton Saint-Genix-sur-Guiers
- Kanton Saint-Pierre-d'Albigny
- Kanton Yenne

Na de herindeling van de kantons bij decreet van 27 februari 2014, met uitwerking op 22 maart 2015, zijn dat:
- Kanton Aix-les-Bains-1
- Kanton Aix-les-Bains-2
- Kanton Bugey savoyard
- Kanton Chambéry-1
- Kanton Chambéry-2
- Kanton Chambéry-3
- Kanton Montmélian
- Kanton La Motte-Servolex
- Kanton Le Pont-de-Beauvoisin
- Kanton La Ravoire
- Kanton Saint-Alban-Leysse
- Kanton Saint-Pierre-d'Albigny ( deel 14/26 )